# The Echoing Green (album)
The Echoing Green je třetím studiovým albem, a zároveň čtvrtým albem celkově, které skupina The Echoing Green vydala. Vydavatelem bylo vydavatelství SaraBellum Records

## Seznam písní[2]
1. The Power Cosmic – 4:40
2. Empath – 3:36
3. Hide – 4:06
4. Safety Dance – 4:06
5. Freak Out – 2:47
6. Tonight – 3:27
7. Accidentally 4th St. (Gloria) – 4:52
8. Supermodel Citizen – 4:28
9. Elyon – 3:24
10. Redemption – 3:36
11. Believe – 3:50
12. The Power Cosmic (Deepsky Remix) – 5:00